# Rádio Jih
Rádio Jih je regionální jihomoravská soukromá rozhlasová stanice vysílající od roku 1995 z Hodonína. Stanice se profiluje jako čistě regionální. Veškerý obsah vysílání je zaměřen na region jižní a jihovýchodní Moravy, což podtrhuje staniční slogan "Rádio jižní Moravy". Rádio Jih hraje "hity pro dobrou náladu" od 90. let po současnost.
Rádio Jih se dlouhodobě řadí mezi nejposlouchanější rozhlasové stanice na Hodonínsku a Břeclavsku.
Rádio Jih spustilo v září 2021 také svůj druhý program – folklórní stanici Rádio Jih Cimbálka, která vysílá pro Hodonínsko na 91.4 FM, pro Břeclavsko na 93.2 FM a pro Kyjovsko na 91.8 FM. Vyjma hudebního programu nabízí regionální zpravodajství, pozvánky na akce, autorské pořady apod.

## Vysílače
- 88.9 FM Jižní Morava, Hodonín a Kyjov
- 101.4 FM Břeclav
- 105.1 FM Brno
- 96.9 FM Uherské Hradiště
- 98.0 FM Zlín

### Rádio Jih Cimbálka
- 91.4 FM Hodonín a okolí
- 93.2 FM Břeclav a okolí
- 91.8 FM Kyjov a okolí